# Bonnier Carlsen bokförlag
Bonnier Carlsen är ett bokförlag i Bonnierförlagen. Utgivningen består främst av barn- och ungdomsböcker, samt – (åtminstone tidigare) under etiketten Carlsen Comics – tecknade serier. Förlaget fick sitt namn 1993 vid en sammanslagning av Bonniers juniorförlag (grundat 1979) och Carlsen/if (grundat 1968), som då var systerförlag inom Bonnierkoncernen.
Bonnier Carlsen ger ut närmare 230 nya titlar per år. Bland böckerna återfinns svenska originalproduktioner i text och bild samt utländska böcker i översättning. Förlaget ger ut bilderböcker, småbarnsböcker, faktaböcker, lättläsningsböcker, kapitelböcker, högläsningsböcker, ungdomsromaner, antologier, presentböcker och seriealbum. Den primära målgruppen befinner sig i åldrarna 1-18 år, men förlaget ger också ut enstaka familjeböcker som riktar sig till en vuxen publik. 
Bland de mest lästa och prisbelönta författare och illustratörer som utkommer på förlaget märks Martin Widmark, Helena Willis, Maria Gripe, Ulf Stark, Jan Lööf, Annika Thor, Hans Erik Engqvist, Mati Lepp, Ulf Nilsson, John Marsden, Joyce Carol Oates, Eva Eriksson, Sven Nordqvist, Måns Gahrton och Johan Unenge. 
Bland klassikerna återfinns kända karaktärer som Tintin, Pelle Svanslös, Nalle Puh, Barna Hedenhös, Kulla-Gulla och Elsa Beskows sagofigurer.
I Bonnier Carlsen ingår ett antal mindre förlag och etiketter. Bland annat ingår seriealbumsetiketten Carlsen Comics, tidigare en del av Carlsen/if (Carlsen Illustrationsförlaget) vilket i sin tur bildades då danska Illustrationsförlaget köptes av sin egen förlagschef Per Carlsen. Även Bonnier Baby och Bonito är varumärken inom Bonnier Carlsen. Tidigare fanns även BC Manga, en sidoetikett av Carlsen Comics, vilken samlade förlagets mangautgivning. BC Manga är numera nedlagd.